# SIKON ISAF 11
SIKON ISAF 10 je bil enajsti kontingent Slovenske vojske, ki je deloval v sklopu ISAFa v Afganistanu. Kontingent je bil nastanjen v bazi Arena v Heratu.
Kontingent je deloval v Afganistanu med februarjem in avgustom 2009.

## Zgodovina
Kontingent so sestavljali pripadniki 10. in 20. motoriziranega bataljona, 17. vojaško-policijskega, poveljstva 1. brigade, 11. bataljona za zveze, 18. bataljona JRKBO, 14. inženirskega in 670. poveljniško-logističnega bataljona.
Pred odhodom v Afganistan so se pripadniki tega kontingenta usposabljali v Nemčiji v sklopu vojaške vaje Sokol II.

## Organizacija
Kontingent je obsegal 63 vojakov.
Stotnik Miha Kuhar je bil poveljnik OMLT in namestnik poveljnika celotnega kontingenta.